# Mystacoleucus padangensis
Mystacoleucus padangensis är en fiskart som först beskrevs av Pieter Bleeker 1852.  Mystacoleucus padangensis ingår i släktet Mystacoleucus och familjen karpfiskar. Inga underarter finns listade i Catalogue of Life.